# Ваньян, Леонид Львович
Леонид Львович Ваньян (1932—2001) — советский и российский учёный-геофизик, доктор технических наук (1964), профессор (1972), член-корреспондент РАЕН, ассоциированный член Королевского астрономического общества (1994).
Автор 250 научных публикаций, в том числе 7 монографий и 1 изобретения.

## Биография
Родился 9 марта 1932 года в Москве.
В 1954 году окончил геолого-разведочный факультет Московского нефтяного института. В 1958 году защитил кандидатскую диссертацию на тему «Некоторые вопросы теории частотных электромагнитных зондирований горизонтальных напластований». В 1964 году защитил докторскую диссертацию на тему «Электромагнитные зондирования по методу становления поля».
Работал во Всесоюзном НИИ геофизических методов разведки Министерства геологии СССР (ВНИИГеофизика, ныне Всероссийский научно-исследовательский институт геофизических методов разведки), в Институте геологии и геофизики Сибирского отделения Академии наук СССР, Сахалинском комплексном научно-исследовательском институте СО АН СССР (ныне Институт морской геологии и геофизики ДВО РАН), Институте физики Земли АН СССР (ныне Институт физики Земли имени О. Ю. Шмидта РАН), Институте космических исследований АН СССР (ныне Институт космических исследований РАН). Преподавал в Новосибирском государственном университете, Московском государственном университете и Московском геологоразведочном институте.
Л. Л. Ваньян — один из основоположников геоэлектрики, автор фундаментальных работ, ярких научных идей и ставших классическими книг, ученый, воспитавший не один десяток последователей. За годы активной научной работы им разработаны теоретические основы глубинных электромагнитных исследований земной коры и верхней мантии, построены модели глубинной электропроводности и структуры различных регионов Земли.
Труды Л. Л. Ваньяна, вместе с работами М. Н. Бердичевского, внесли огромный вклад в создание теории электромагнитных зондирований. На этом теоретическом базисе основывается большинство современных технологий и методов электромагнитных исследований глубинного строения Земли, в том числе электромагнитные зондирования дна океанов и морей.
Им разработана теория электромагнитного зондирования Луны, которая легла в основу одного из разделов программы исследований Луны самоходным аппаратом «Луноход-2». С её помощью удалось выяснить особенности электропроводности Луны до глубины в сотни километров.
Со дня основания в 1974 году и до конца своей жизни Л. Л. Ваньян заведовал лабораторией электромагнитных полей Института океанологии АН СССР (ныне Институт океанологии имени П. П. Ширшова РАН).
После перехода в Институт океанологии им созданы основные принципы глубинных электромагнитных зондирований континентов и океанов, под его руководством разработана донная аппаратура и выполнены ЭМ зондирования в Средиземном море. В последние годы вместе с японскими коллегами занимался вопросами использования подводных телефонных кабелей для зондирования литосферы морей и океанов.
Большое количество его трудов посвящены одному из актуальнейших вопросов современной геоэлектрики — природе коровых проводящих слоев.
Огромный вклад в науку Л. Л. Ваньяна получил признание всей геофизической общественности как внутри страны, так и за рубежом, что находило отражение в многочисленных общегосударственных и международных проектах, выполнявшихся под его руководством. Один из многих подобных примеров — плодотворное и многолетнее сотрудничество с финскими геофизиками.
Л. Л. Ваньян скончался в Москве 31 октября 2001 года.
Всесоюзная школа-семинар по электромагнитным зондированием, традиционно проводящаяся в различных городах России, носит имена профессоров М. Н. Бердичевского и Л. Л. Ваньяна.